# Ernst August Wagner
Ernst August Wagner (* 22. September 1874 in Eglosheim; † 27. April 1938 in Winnenden) war ein deutscher Lehrer und Dichter. Er wurde bekannt durch den von ihm verübten Massenmord im Jahr 1913, der insgesamt 14 Todesopfer forderte.

## Tatablauf
Am Morgen des 4. September 1913 tötete der als Lehrer tätige Ernst Wagner in Stuttgart-Degerloch seine Frau und seine vier Kinder mit einem Dolch. Er begründete die Tötungen damit, er wolle seiner Familie die Folgen seiner geplanten nachfolgenden Tat und die folgenden Schrecken ersparen. Danach fuhr er bzw. schob sein Fahrrad nach Stuttgart, fuhr weiter mit der Bahn nach Ludwigsburg und suchte von da aus das Haus der Familie seines Bruders auf. Er gab vor, seine Kinder von der Schwiegermutter aus Mühlhausen an der Enz abholen, in der Nacht zurückkehren und dort übernachten zu wollen. Danach fuhr er mit der Bahn nach Bietigheim. Von hier ging Wagner mit dem Fahrrad auf „Erkundungstour“ und gab mehrere Briefe und Pakete auf. Einen seiner Bekennerbriefe an die Zeitung des Neuen Tagesblattes richtete er „an mein Volk“, eine ironische Anspielung auf die Jahrhundertfeiern zur Völkerschlacht bei Leipzig. Abends fuhr er schließlich mit dem Fahrrad nach Mühlhausen an der Enz, wo er von 1901 bis 1902 Lehrer gewesen war und ein uneheliches Kind gezeugt hatte. Nachts in Mühlhausen angekommen, zündete er vier Häuser an verschiedenen Stellen des Dorfes an, zog durch das Dorf und schoss auf die aufgeschreckten Menschen. Dabei erschoss er neun Menschen, elf weitere wurden schwer verletzt. Er hatte es dabei nach eigenen Angaben ausschließlich auf die Männer von Mühlhausen abgesehen; dass er dabei auch ein Mädchen erschoss und ein weiteres Mädchen und zwei Frauen verletzte, war das einzige, was er bei den Vernehmungen in Vaihingen an der Enz bzw. am Landgericht Heilbronn später bedauerte. Wagner wurde schließlich überwältigt und nach einem Krankenhausaufenthalt in Vaihingen an der Enz, bei dem ihm ein Teil seines Arms amputiert werden musste, in Heilbronn inhaftiert. Bei den folgenden Ermittlungen, u. a. unter Beteiligung des Staatsanwalts Walther Bacmeister, stellte sich heraus, dass Wagner ursprünglich geplant hatte, das gesamte Dorf auszulöschen, seinen Bruder und dessen Familie umzubringen und dessen Haus abzubrennen und schließlich das Schloss in Ludwigsburg niederzubrennen und sich dabei im Bett der Herzogin selbst zu verbrennen bzw. zu erschießen.

## Hintergründe und Folgen
Wagners Vater war früh verstorben. Seine Mutter hatte danach mehrere Liebhaber und wurde wieder schwanger, eine neue Ehe wurde jedoch wieder annulliert. Sie und andere Familienmitglieder waren womöglich bereits psychisch prädisponiert.
Wagner war sehr belesen, die Polizei fand in seinem Haus Hunderte von Büchern. Bereits vor seiner Tat hatte er u. a. mehrere Versdramen verfasst, so auch über Kaiser Nero. Er verfasste auch eine dreiteilige, 300 Seiten umfassende Autobiographie. Eine der beiden Versionen verschickte er am Tattag an den Theologen und Philosophen Christoph Schrempf.
Seine Tat hatte Wagner über mehrere Jahre zuvor geplant, in denen er sich die Pistolen und Munition besorgte und Schießübungen im Wald durchführte.
Als Motiv für die Tat gab Wagner an, dass ihn die Einwohner von Mühlhausen 1901 wegen angeblich begangener, aber nicht näher beschriebener sodomistischer Handlungen verhöhnt hätten. Zeugenbefragungen ergaben jedoch, dass niemand Kenntnisse von angeblichen sodomistischen Handlungen Wagners hatte und er bis zu seinem Amoklauf als angesehener Bürger galt. Aufgrund dieser Unstimmigkeiten beantragt das Gericht, Staatsanwalt Bacmeister und Wagners Strafverteidiger Siegfried Gumbel eine psychiatrische Untersuchung. Vor Beginn des eigentlichen Prozesses am Landgericht Heilbronn attestierten die Gutachter Robert Gaupp und Robert Wollenberg Wagner deshalb Verfolgungswahn. Gaupp beschrieb Wagner als einen ernsten, gramgebeugten, aber höflichen und gebildeten Mann. Statt zum Tode verurteilt zu werden, wurde Wagner am 4. Februar 1914 strafrechtlich für schuldunfähig erklärt und aufgrund seiner anhaltenden Gemeingefährlichkeit nach dem allgemeinen Polizeirecht in die Heilanstalt Winnenthal bei Winnenden eingewiesen. Entgegen verbreiteter Darstellung handelt es sich aber nicht um den ersten Fall in der württembergischen Rechtsgeschichte, in der ein Strafprozess wegen Unzurechnungsfähigkeit eingestellt wurde. Wagner selbst wollte den Beschluss des Gerichts nicht akzeptieren und wollte „geköpft“ werden.
Zwischen dem Psychiater Robert Gaupp und Wagner entwickelte sich in der Folgezeit eine besondere Beziehung. Am Fall Wagner entwickelte Gaupp seine heute noch in Fachkreisen geläufige Theorie zum Wahn, sog. Paranoia (Gaupp). Darauf aufbauend entwickelte Gaupps Schüler Ernst Kretschmer seine in der Fachwelt ebenso beachtete Habilitation Der sensitive Beziehungswahn. Eine Verlegung in die von Gaupp geleitete Nervenheilanstalt in Tübingen lehnte Gaupp jedoch später ab. 1932 verließ Wagner ein einziges Mal für neun Tage die Heilanstalt, um auf der 55. Tagung der südwestdeutschen Psychiater in Tübingen von Gaupp dem Fachpublikum vorgestellt zu werden. Gaupp sprach sich später für die Zwangssterilisation von Wagner aus.
In der Anstalt schrieb Ernst Wagner noch weitere Dramen, die er u. a. dem Direktor des Nationaltheaters in Mannheim und anderen Bühnen erfolglos zur Aufführung anbot.
1926 warf Wagner Franz Werfel vor, dass dieser mit seiner Tragödie Schweiger Wagners Schriften Wahn, Die Landhofmeisterin und seine Autobiographie plagiiert habe. Nachdem eine Anzeige bei der Staatsanwaltschaft erfolglos geblieben war, ließ er in der Anstaltsdruckerei das Flugblatt Werfel der Plagiator drucken.
1938 starb Wagner an Tuberkulose. Seine Leiche wurde obduziert und auf seinen Wunsch hin verbrannt. Sein Gehirn wurde entnommen und tauchte, nachdem es lange Zeit als verschollen galt, im Institut für Hirnforschung in Düsseldorf wieder auf. Eine Untersuchung ergab mögliche Anzeichen für Schizophrenie, insoweit wird Gaupps Theorie von einer nicht durch Schizophrenie bedingten „echten“ charakterogenen Paranoia nicht bestätigt.
Nach Wagners Tod wurden viele der Insassen der Heilanstalt Winnenthal Opfer der Aktion T4, für die auch Gaupp, der sich für Rassenhygiene einsetzte, als ein Wegbereiter gelten kann.
Hermann Hesse ließ die Figur des Amokläufers Ernst Wagner in seine 1919 erschienene Erzählung Klein und Wagner einfließen. Heinar Kipphardt verfasste ein Exposé für eine Verfilmung.
1997 wurde in der Universitäts-Nervenklinik Tübingen ein Symposium zum Fall Wagner veranstaltet, bei dem in acht Vorträgen die sehr unterschiedlichen Aspekte und Facetten dieses Falles ausführlich dargestellt und diskutiert wurden. Der Veröffentlichung der Vorträge ist eine Transkription des Winnentaler Krankenblattes von 1914 bis 1938 angeschlossen, das weitere Details, unter anderem zu dem besonderen Verhältnis zwischen Wagner und seinem ehemaligen Gutachter Gaupp, aufzeigt.